# L'Homme qui plantait des arbres (film)
Pour les articles homonymes, voir L'Homme qui plantait des arbres (homonymie).
Pour plus de détails, voir Fiche technique et Distribution.
L'Homme qui plantait des arbres est un film d'animation québécois réalisé par l'illustrateur Frédéric Back pour Radio-Canada en 1987 à partir de la nouvelle du même nom écrite par Jean Giono en 1953.
Il a été distribué simultanément en deux versions : une version originale française, narrée par Philippe Noiret, et une adaptation anglaise par Jean Roberts et narrée par Christopher Plummer. La musique a été composée par Normand Roger (en).
Le film a reçu de nombreux prix dont le Cristal du court métrage du Festival international du film d'animation d'Annecy en 1987 et l'Oscar du meilleur court métrage d'animation en 1988.

## Synopsis
En introduction, le narrateur raconte ses voyages dans les Alpes de Provence en juin 1913. Parcourant alors des vallées désertiques, où le vent souffle avec brutalité, où l'eau est rare et les villages en ruines et abandonnés pour la plupart, vivant du charbon de bois, le narrateur fait la rencontre d'un vieux berger de 55 ans, Elzéard Bouffier, qui dédie sa vie solitaire jour après jour à planter des arbres dans les alentours abandonnés et dénués de végétation. Un an après cette rencontre, le narrateur doit s'engager dans l'infanterie française pendant la Première Guerre mondiale, où il combat notamment à la bataille de Verdun. Désireux de se changer les idées et de prendre l'air après la guerre, le narrateur retrouve Elzéard Bouffier, devenu apiculteur, continuant toujours à paisiblement planter des arbres sans s'être soucié de l'extérieur. Rendant visite tous les ans à Elzéard Bouffier, le narrateur s'aperçoit à quel point les arbres toujours plus grands et nombreux se mettent peu à peu à changer drastiquement les lieux de ses premières promenades, ramenant un vent doux, de l'eau dans les ruisseaux et des animaux, des plantes dans les vallées autrefois désertiques. La forêt « poussant toute seule » commence à faire jaser, au point que des gardes forestiers se mettent à veiller sur les lieux et qu'une délégation du ministère des eaux et forêts visite les lieux et met la forêt sous la sauvegarde de l'État, interdisant le charbonnage.
La Seconde Guerre mondiale met un temps la forêt en danger quand le gazogène demande tellement de bois que l'on se met à couper des arbres dans sa forêt mais les lieux sont si isolés de tout que l'entreprise s'arrête pour motifs financiers. Le narrateur voit Elzéard Bouffier pour la dernière fois en juin 1945, ayant ignoré la deuxième guerre comme la première, continuant encore à planter des arbres à l'âge de 87 ans. Le paysage, à ce point, a tellement changé que le narrateur ne reconnait plus les lieux de ses promenades de 1913 : le vent est doux et agréable à l'oreille et à l'odorat, l'eau coule à nouveau abondamment dans les fontaines et bassins, les jeunes gens de la vallée viennent de nouveau habiter les lieux, apportant de l'espoir aux lieux, rebâtissant les vieilles maisons et replantant les champs, potagers et prairies d'avant le « désert » de 1913. Même les habitants de 1913 se sont adoucis face à ce renouveau, et il fait maintenant bon de vivre dans ces montagnes. Lorsqu'Elzéard Bouffier meurt discrètement en 1947 à l'hospice de Banon, le narrateur conclut que dix mille personnes doivent leur bonheur à ses seuls efforts.

## Fiche technique
Sauf indication contraire, les informations mentionnées dans cette section peuvent être confirmées par la base de données cinématographiques IMDb,  présente dans la section « Liens externes ».
- Titre original : L'Homme qui plantait des arbres
- Titre anglais : The Man Who Planted Trees
- Réalisation : Frédéric Back
- Scénario : Frédéric Back d'après Jean Giono
- Montage : Norbert Pickering
- Musique : Normand Roger (en)
- Production : Frédéric Back, Hubert Tison
- Sociétés de production : Société Radio-Canada, Office national du film du Canada
- Pays de production :  Canada
- Langue originale : français
- Format : couleur - 35 mm - son mono
- Durée : 30 minutes
- Dates de sortie :
  - France : 13 mai 1987 (Festival de Cannes[3])
  - Canada : septembre 1987

## Commentaire
Claude Bouniq-Mercier dans le Guide des films écrit : « Les dessins, d'un crayon léger, évoquent des croquis et donnent au film sa force et sa délicatesse. Commencé en tons monochromes, il se pare de couleurs qui explosent en un final magnifique digne des impressionnistes (Seurat en particulier). Un pur joyau du cinéma d'animation. »

## Distinctions
Le film d'animation a obtenu de nombreux prix. Il est sélectionné en 1987 au Festival de Cannes, dans la catégorie des courts métrages. En avril de la même année, il reçoit la plaque de finaliste[Quoi ?] aux International Emmy Awards à New York, puis, en juin il obtient le Crystal du court métrage ex aequo avec le film bulgare Un monde pourri au Festival international du cinéma d'animation à Annecy. Il reçoit conjointement le prix du public d'Annecy attribué par Canal+. Il est ensuite récompensé par l'Oscar du meilleur court métrage d'animation en 1988.
Le film est sélectionné ensuite au 6e Festival international du film sur l'environnement et la nature à Royan[Quand ?], en France, où il reçoit le grand prix du festival. En juillet, il gagne le premier prix, catégorie « meilleur film d'animation » et le prix du meilleur film, au Los Angeles Animation Celebration. Il remporte aussi le prix du public en 1988 au Festival international du court métrage de Clermont-Ferrand (compétition internationale).
Autres récompenses :
- 2e prix meilleur film pour enfants et jeunesse, 7e Festival international du film d'Odense, Danemark ;
- grand prix au Festival international d'animation à Hiroshima, Japon ;
- mention spéciale, prix Écologie au Prix Italia, Italie ;
- prix Hugo d'argent au 23e Festival international du film de Chicago, États-Unis ;
- grand prix du court métrage « Épi d'or » à la Semaine internationale de cinéma de Valladolid, Espagne ;
- prix Télébec, meilleur court métrage au 6e Festival du cinéma international en Abitibi-Témiscamingue, Québec, Canada ;
- prix Normande-Juneau du meilleur court métrage québécois ;
- grand prix au Festival international du film d'animation d'Ottawa.

## Adaptation

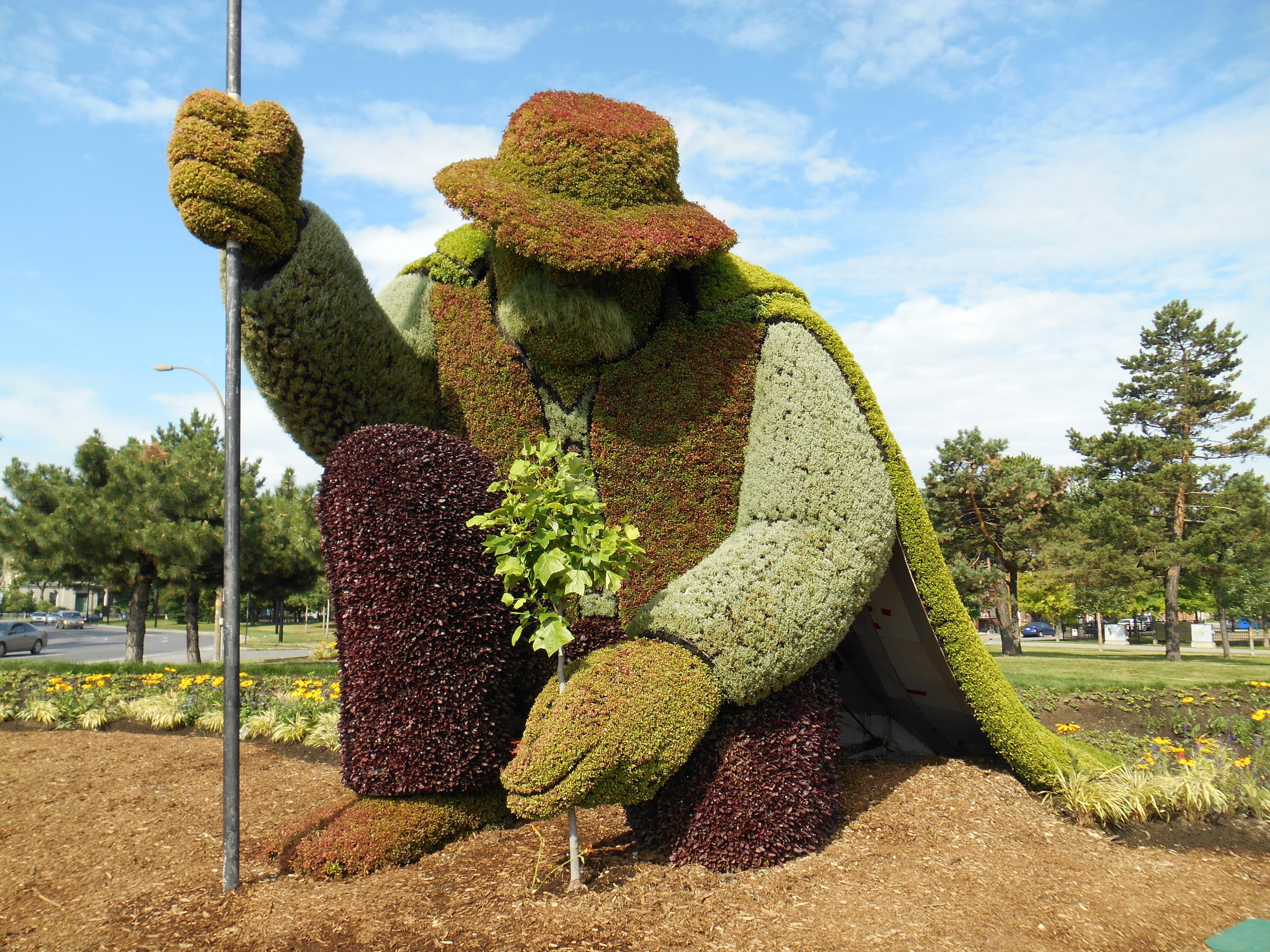
Mosaïculture inspirée des dessins de Frédéric Back, à Montréal

Un livre illustré par Frédéric Back, où l'on retrouve les peintures de son film, a également été édité par Gallimard Lacombe pour Les Entreprises Radio-Canada. Ce dernier, inspiré par la nouvelle, a lui-même replanté à Salaberry-de-Valleyfield une petite forêt qu'il a dédiée à Jean Giono.